# 저우셴
저우셴(중국어: 走线; 병음: zǒuxiàn; 경로를 따라 걷는다는 뜻)은 중국인들이 미국-멕시코 국경을 통해 미국에 입국하려는 현상을 일컫는데, 이러한 현상은 2020년대 초반에 더욱 두드러졌다. 2021년 다리엔 갭에서 파나마 경찰은 중국인 이민자가 200명이라고 집계했지만 2022년 상반기에는 중국인 이민자 거의 9천 명이 지나갔다.

## 경로
합법적인 미국행 비자 취득이 어렵기 때문에 몇몇 중국인 이민자들은 다른 방식을 물색했고, 이러한 결과 저우셴 현상이 일어났다. 이들 중 대부분에게는 여행 비자 없이 방문할 수 있는 에콰도르로 가는 것이 유일한 선택지다. 에콰도르에서 미국으로 이동하는 비용이 증가한 것은 이민자들 중 노동 계층 배경도 있지만 중산층이 많음을 뜻한다.